# Mario Roberto Dal Poz
Mário Roberto Dal Poz (Brasil, maio de 1950) é um médico brasileiro, que trabalhou como coordenador de recursos humanos para a saúde da Organização Mundial da Saúde (OMS) na Suíça de 2002 a 2012. É professor titular do Instituto de Medicina Social da Universidade do Estado do Rio de Janeiro. É atualmente editor emérito do periódico Human Resources for Health, e membro do corpo editorial da Revista Espaço para a Saúde.
Dal Poz graduou-se em medicina com especialização em pediatria em 1975, seguido por um mestrado em medicina social em 1981 e um doutorado em saúde pública em 1996 na Fundação Oswaldo Cruz. Entre 2000 e 2012 trabalhou com a OMS em desenvolvimento de recursos humanos e do sistema de saúde, sendo co-autor dentre outros do World Health Report 2006, que atraiu o interesse mundial para a crise global dos recursos de saúde humana.